# Orčeva Luka
Orčeva Luka es un pueblo de la municipalidad de Velika Kladuša, en el cantón de Una-Sana, Bosnia y Herzegovina.

## Superficie
Posee una superficie de 4,43 kilómetros cuadrados.

## Demografía
Hasta 2013 la población era de 587 habitantes, con una densidad de población de 132,4 habitantes por kilómetro cuadrado.